# Dantesymfonie nr. 2 (Tisjtsjenko)
Boris Tisjtsjenko voltooide zijn Dantesymfonie nr. 2 op 19 november 2000. Hij vormt als zelfstandige symfonie het tweede deel van zijn Choreosymfonische cyclus Beatrice. De totale symfonie loopt synchroon met het boekwerk van Dante Alighieri: De goddelijke komedie.
Dit tweede deel laat Dante gaan naar de hel (Inferno). Het bestaat uit twee delen, die de cirkels van de hel (in totaal 9) volgen; zij behandelen cirkel 1-3 (deel 1) en cirkels 4-6 (deel 2).
Dante maakt kennis met Vergilius en ontmoet Homerus, Ovidius en andere zondaars wier enige zonde was dat zij niet geloofden in het Christus. Vervolgens daalt de muziek af naar de tweede cirkel, waar zij kennismaakt met de wellustigen, zoals Francesca da Rimini. Daarna maken Dante en Vergilius kennis met de monstrueuze Ciacco, die weinig goeds voor de toekomst voorspelt.
Deel twee behandelt de cirkels. Hebzuchtigen en verkwisters rollen in cirkel 4 elkaar stenen toe zonder dat iemand ze mag hebben. Het tweede segment van dit deel is orkestraal het heftigst. Na de overtocht van de Styx blokkeert Medusa de toegang tot de stad Dis. De laatste sectie gaat over de graven van de ketters.
De muziek kent veel meer samenhang dan Dantesymfonie nr. 1. De muziek lijkt een vervolg op de muziek van Dmitri Sjostakovitsj, met zwaarmoedige gedeelten, maar ook muziek die wat populair aandoet en ironisch klinkt. De musici moeten af en toe ook woordloos zingen.
De eerste uitvoering van het werk vond plaats op 8 mei 2001, toen de vervolgdelen nog niet gecomponeerd waren. Uitvoerenden waren het Sint Petersburg Philharmonisch Orkest onder leiding van Nikolaj Alexeev. Van die première zijn opnamen verschenen op het Russische platenlabel Northern Flowers. De opname van dit deel zijn beter geregistreerd dan dat van deel 1, de microfoonophanging is zo te horen boven het orkest, want alle muziekinstrumenten zijn nu te horen.

## Discografie
- Uitgave Northern Flowers: première